# Aeropuerto Internacional de La Romana
El Aeropuerto Internacional de La Romana (IATA: LRM, OACI: MDLR) es un aeropuerto comercial privado en el este de la República Dominicana, que sirve a la ciudad turística de La Romana y al resort de Casa de Campo, también cubre las áreas urbanas de Santo Domingo y Punta Cana sirviendo como aeropuerto alterno.
Fue construido en un estilo Dominicano tradicional, con las terminales al aire libre y sus azoteas cubiertas de árboles de palma. En la actualidad, ese diseño ha sido modificado. 
Existe un importante número de líneas y vuelos chárter con destino a La Romana.

## Aerolíneas

### Destinos internacionales
| Ciudades por países | Nombre del aeropuerto                                  | Aerolíneas                                                      |              |              |
| Norteamérica        | Norteamérica                                           | Norteamérica                                                    | Norteamérica | Norteamérica |
| ------------------- | ------------------------------------------------------ | --------------------------------------------------------------- | ------------ | ------------ |
| Canadá              |                                                        |                                                                 |              |              |
| Montreal            | Aeropuerto Internacional Pierre Elliott Trudeau        | Air Transat                                                     |              |              |
| Ciudad de Quebec    | Aeropuerto Internacional Jean-Lesage de Quebec         | Air Transat (Estacional)                                        |              |              |
| Toronto             | Aeropuerto Internacional de Toronto-Pearson            | Air Transat (Estacional)                                        |              |              |
| Estados Unidos      |                                                        |                                                                 |              |              |
| Miami               | Aeropuerto Internacional de Miami                      | American Airlines / Red Air                                     |              |              |
| Europa              |                                                        |                                                                 |              |              |
| Alemania            |                                                        |                                                                 |              |              |
| Dusseldorf          | Aeropuerto de Dusseldorf                               | Condor Flugdienst (Estacional) / Eurowings (Chárter Estacional) |              |              |
| Frankfurt           | Aeropuerto de Frankfurt                                | Condor Flugdienst (Estacional)                                  |              |              |
| Múnich              | Aeropuerto Internacional de Múnich-Franz Josef Strauss | Condor Flugdienst (Estacional) / Eurowings (Chárter Estacional) |              |              |
| Italia              |                                                        |                                                                 |              |              |
| Milán               | Aeropuerto de Milán-Malpensa                           | Blue Panorama Airlines / Neos (Chárter Estacional)              |              |              |
| Roma                | Aeropuerto de Roma-Fiumicino                           | Blue Panorama Airlines                                          |              |              |
| Verona              | Aeropuerto de Verona                                   | Blue Panorama Airlines                                          |              |              |
| Polonia             |                                                        |                                                                 |              |              |
| Varsovia            | Aeropuerto de Varsovia-Chopin                          | LOT Polish Airlines (Chárter Estacional)                        |              |              |
| Reino Unido         |                                                        |                                                                 |              |              |
| Birmingham          | Aeropuerto de Birmingham                               | TUI Airways (Estacional)                                        |              |              |
| Glasgow             | Aeropuerto de Glasgow                                  | TUI Airways (Estacional)                                        |              |              |
| Londres             | Aeropuerto de Londres-Gatwick                          | TUI Airways                                                     |              |              |
| Mánchester          | Aeropuerto de Mánchester                               | TUI Airways (Estacional)                                        |              |              |
| Rusia               |                                                        |                                                                 |              |              |
| San Petersburgo     | Aeropuerto Internacional Púlkovo                       | Azur Air (Chárter Estacional)                                   |              |              |
| Ucrania             |                                                        |                                                                 |              |              |
| Kiev                | Aeropuerto Internacional de Boryspil                   | Ukraine International Airlines (Chárter Estacional)             |              |              |